# Krum Stoyanov
Krum Stoyanov (tiếng Bulgaria: Крум Стоянов; sinh 1 tháng 8 năm 1991) là một cầu thủ bóng đá Bulgaria thi đấu ở vị trí hậu vệ cho giải vô địch bóng đá Bulgaria câu lạc bộ Etar.

## Sự nghiệp
Stoyanov ra mắt tại A Group cho Chernomorets Burgas ngày 24 tháng 3 năm 2012 trước Vidima-Rakovski Sevlievo.
Ngày 18 tháng 6 năm 2015, Stoyanov gia nhập Lokomotiv Plovdiv. Anh là cầu thủ ra sân thường xuyên và thi đấu ở vị trí hậu vệ trái được 27 trận mùa giải 2015-16.

### Botev Plovdiv
Ngày 16 tháng 6 năm 2016, Stoyanov có một bước tiến bất ngờ và đầy tranh cãi sang kình địch của Lokomotiv Botev Plovdiv.
Ngày 7 tháng 4 năm 2017, anh ghi bàn thắng đầu tiên cho Botev trong chiến thắng 7-1 trước Montana và nhận được giải thưởng cầu thủ xuất sắc nhất trận đấu.

## Danh hiệu
Botev Plovdiv
- Cúp bóng đá Bulgaria: 2016–17
- Siêu cúp bóng đá Bulgaria: 2017